# طواف تركيا الرئاسي 2024
طواف تركيا الرئاسي 2024 (بالتركية: 2024 Cumhurbaşkanlığı Türkiye Bisiklet Turu) هو سباق دراجات هوائية، وهو الموسم التاسع والخمسين من طواف تركيا، وأقيم خلال الفترة من 21 أبريل 2024، وحتى 28 أبريل 2024 ضمن سباقات سلسلة سباقات الاتحاد الدولي للدراجات للمحترفين 2024.
فاز بالمركز الأول فرانك فان دن بروك ‏، وحلَّ في المركز الثاني مرحاوي قدس، بينما جاء بول دوبل ‏ في المركز الثالث، وفاز في تصنيف السرعة وفي تصنيف الجبال فينسنت دورن ‏، أما ترتيب الفرق، فقد فاز به فريق Q36.5 موسم 2024 ‏، بينما فاز توبياس لوند أندرسن ‏ بترتيب النقاط.

## الفرق
| فرق عالمية (4)- Bora-Hansgrohe - Alpecin-Deceuninck - Astana Qazaqstan Team - Team dsm-firmenich PostNL فرق برو (9)- كاجا رورال-سيغوروس 2024 ‏ - تيم نوفو نورديسك ‏ - إيولو كوميت ‏ - بنجوال باوليز ساوكس دبليو بي ‏ - Unibet Tietema Rockets ‏ - VF Group-Bardiani CSF-Faizané - برجس بي إتش 2024 ‏ - Team Solution Tech–Vini Fantini ‏ - فريق Q36.5 موسم 2024 ‏ فرق قارية (12)- Istanbul Büyükșehir Belediye Spor Türkiye ‏ - سوبرانو هام ايزوريكس 2024 ‏ - بايك أيد 2024 ‏ - China Glory–Mentech Continental Cycling Team ‏ - تيرينجانو سايكلنج تيم ‏ - Sauerland NRW-SKS Germany ‏ - Sakarya BB Pro Team ‏ - Kinan Racing Team ‏ - أدريا موبيل 2024 ‏ - Mazowsze Serce Polski ‏ - فريق سبور توتو للدراجات 2024 ‏ - Konya Büyükşehir Belediye Spor‏ |  |
| |  |

## المراحل
| قائمة المراحل | قائمة المراحل | قائمة المراحل      | قائمة المراحل | قائمة المراحل | قائمة المراحل       | قائمة المراحل       |
| المرحلة       | التاريخ       | الدورة             |               | المسافة (كم)  | الفائز بالمرحلة     | القائد العام        |
| ------------- | ------------- | ------------------ | ------------- | ------------- | ------------------- | ------------------- |
| المرحلة 1     | 21 أبريل      | أنطالية – أنطالية  | مرحلة مستوية  | 134٫7         | فابيو جاكوبسن       | فابيو جاكوبسن       |
| المرحلة 2     | 22 أبريل      | كيمير – قاش        | مرحلة جبلية   | 190٫6         | ماكس كانتر          | Henri Uhlig ‏        |
| المرحلة 3     | 23 أبريل      | الفتحية – مرمريس   | مرحلة جبلية   | 156٫3         | Giovanni Lonardi ‏   | Giovanni Lonardi ‏   |
| المرحلة 4     | 24 أبريل      | مرمريس – بدروم     | مرحلة جبلية   | 137٫9         | توبياس لوند أندرسن ‏ | توبياس لوند أندرسن ‏ |
| المرحلة 5     | 25 أبريل      | بدروم – قوش أطاسة  | مرحلة جبلية   | 177٫9         | توبياس لوند أندرسن ‏ | توبياس لوند أندرسن ‏ |
| المرحلة 6     | 26 أبريل      | قوش أطاسة – مانيسا | مرحلة جبلية   | 160٫1         | فرانك فان دن بروك ‏  | فرانك فان دن بروك ‏  |
| المرحلة 7     | 27 أبريل      | إزمير – إزمير      | مرحلة جبلية   | 125٫4         | توبياس لوند أندرسن ‏ | فرانك فان دن بروك ‏  |
| المرحلة 8     | 28 أبريل      | إسطنبول – إسطنبول  | مرحلة جبلية   | 105٫4         | stage neutralised ‏  |                     |

## النتيجة

### مرحلة 1
هي مرحلة مستوية، أقيمت في 21 أبريل 2024، وامتدّت لمسافة 134.7 كيلومتر. فاز بالمركز الأول، وتصدر ترتيب النقاط والترتيب العام فابيو جاكوبسن، أما ترتيب الفرق، فقد فاز به 2024 Alpecin-Deceuninck ‏، وتصدر ترتيب السرعة فينسنت دورن ‏، وتصدر ترتيب التسلق Michał Pomorski ‏.
| التصنيف العام         | التصنيف العام     | التصنيف العام                 | التصنيف العام | التصنيف العام |
| العداء                | العداء            | الفريق                        | الوقت         |               |
| --------------------- | ----------------- | ----------------------------- | ------------- | ------------- |
| 1                     | فابيو جاكوبسن     | سنويب                         | 2 س 56 د 04 ث |               |
| 2                     | ساشا ويميس        | بنجوال باوليز ساوكس دبليو بي ‏ | + 4 ث         |               |
| 3                     | سيمون دهيرز ‏      | البيسين فينيكس                | + 6 ث         |               |
| 4                     | Tomasz Budziński ‏ | Mazowsze Serce Polski ‏        | + 8 ث         |               |
| 5                     | Filippo Ridolfo ‏  | تيم نوفو نورديسك ‏             | + 9 ث         |               |
| 6                     | Giovanni Lonardi ‏ | إيولو كوميت ‏                  | + 10 ث        |               |
| 7                     | Léo Bouvier ‏      | بايك أيد ‏                     | + 10 ث        |               |
| 8                     | Daniel Babor ‏     | كاجا رورال-سيغوروس ‏           | + 10 ث        |               |
| 9                     | جنسن بلاورايت ‏    | البيسين فينيكس                | + 10 ث        |               |
| 10                    | Davide Persico ‏   | بنجوال باوليز ساوكس دبليو بي ‏ | + 10 ث        |               |
|                       |                   |                               |               |               |
| مصدر: ProCyclingStats |                   |                               |               |               |

### مرحلة 2
هي مرحلة جبلية، أقيمت في 22 أبريل 2024، وامتدّت لمسافة 190.6 كيلومتر. فاز بالمركز الأول ماكس كانتر، وتصدر ترتيب النقاط Giovanni Lonardi ‏، أما ترتيب الفرق، فقد فاز به فريق Q36.5 موسم 2024 ‏، وتصدر ترتيب السرعة فينسنت دورن ‏، وتصدر الترتيب العام Henri Uhlig ‏، وتصدر ترتيب التسلق Samet Bulut ‏.
| التصنيف العام         | التصنيف العام       | التصنيف العام                 | التصنيف العام | التصنيف العام |
| العداء                | العداء              | الفريق                        | الوقت         |               |
| --------------------- | ------------------- | ----------------------------- | ------------- | ------------- |
| 1                     | Henri Uhlig ‏        | البيسين فينيكس                | 7 س 39 د 24 ث |               |
| 2                     | توبياس لوند أندرسن ‏ | سنويب                         | + 2 ث         |               |
| 3                     | ديفيد لوزانو        | تيم نوفو نورديسك ‏             | + 3 ث         |               |
| 4                     | Tomasz Budziński ‏   | Mazowsze Serce Polski ‏        | + 4 ث         |               |
| 5                     | Giovanni Lonardi ‏   | إيولو كوميت ‏                  | + 6 ث         |               |
| 6                     | دافيد باليريني      | فريق آستانا                   | + 6 ث         |               |
| 7                     | روري تاونسند ‏       | فريق الدراجات Q36.5 ‏          | + 6 ث         |               |
| 8                     | مرحاوي قدس          | تيرينجانو سايكلنج تيم ‏        | + 6 ث         |               |
| 9                     | Matyáš Kopecký ‏     | تيم نوفو نورديسك ‏             | + 6 ث         |               |
| 10                    | Kenneth Van Rooy ‏   | بنجوال باوليز ساوكس دبليو بي ‏ | + 6 ث         |               |
|                       |                     |                               |               |               |
| مصدر: ProCyclingStats |                     |                               |               |               |

### مرحلة 3
هي مرحلة جبلية، أقيمت في 23 أبريل 2024، وامتدّت لمسافة 156.3 كيلومتر. فاز بالمركز الأول، وتصدر ترتيب النقاط والترتيب العام Giovanni Lonardi ‏، أما ترتيب الفرق، فقد فاز به 2024 VF Group-Bardiani CSF-Faizanè ‏، وتصدر ترتيب السرعة فينسنت دورن ‏، وتصدر ترتيب التسلق Samet Bulut ‏.
| التصنيف العام         | التصنيف العام       | التصنيف العام                                 | التصنيف العام  | التصنيف العام |
| العداء                | العداء              | الفريق                                        | الوقت          |               |
| --------------------- | ------------------- | --------------------------------------------- | -------------- | ------------- |
| 1                     | Giovanni Lonardi ‏   | إيولو كوميت ‏                                  | 11 س 04 د 17 ث |               |
| 2                     | Enrico Zanoncello ‏  | بردياني سي إس إف فايزاني                      | + 4 ث          |               |
| 3                     | Henri Uhlig ‏        | البيسين فينيكس                                | + 4 ث          |               |
| 4                     | توبياس لوند أندرسن ‏ | سنويب                                         | + 6 ث          |               |
| 5                     | Filippo Conca ‏      | فريق الدراجات Q36.5 ‏                          | + 7 ث          |               |
| 6                     | ديفيد لوزانو        | تيم نوفو نورديسك ‏                             | + 7 ث          |               |
| 7                     | Tomasz Budziński ‏   | Mazowsze Serce Polski ‏                        | + 8 ث          |               |
| 8                     | فيلي سميت           | China Glory–Mentech Continental Cycling Team ‏ | + 9 ث          |               |
| 9                     | روري تاونسند ‏       | فريق الدراجات Q36.5 ‏                          | + 10 ث         |               |
| 10                    | مرحاوي قدس          | تيرينجانو سايكلنج تيم ‏                        | + 10 ث         |               |
|                       |                     |                                               |                |               |
| مصدر: ProCyclingStats |                     |                                               |                |               |

### مرحلة 4
هي مرحلة جبلية، أقيمت في 24 أبريل 2024، وامتدّت لمسافة 137.9 كيلومتر. فاز بالمركز الأول، وتصدر الترتيب العام توبياس لوند أندرسن ‏، وتصدر ترتيب النقاط Giovanni Lonardi ‏، أما ترتيب الفرق، فقد فاز به فريق أستانا 2024 ‏، وتصدر ترتيب التسلق وترتيب السرعة فينسنت دورن ‏.
| التصنيف العام         | التصنيف العام       | التصنيف العام                                 | التصنيف العام  | التصنيف العام |
| العداء                | العداء              | الفريق                                        | الوقت          |               |
| --------------------- | ------------------- | --------------------------------------------- | -------------- | ------------- |
| 1                     | توبياس لوند أندرسن ‏ | سنويب                                         | 14 س 33 د 55 ث |               |
| 2                     | Giovanni Lonardi ‏   | إيولو كوميت ‏                                  | + 4 ث          |               |
| 3                     | Henri Uhlig ‏        | البيسين فينيكس                                | + 4 ث          |               |
| 4                     | داني فان بوبيل      | بورا–هانسغروه                                 | + 8 ث          |               |
| 5                     | Filippo Conca ‏      | فريق الدراجات Q36.5 ‏                          | + 11 ث         |               |
| 6                     | ديفيد لوزانو        | تيم نوفو نورديسك ‏                             | + 11 ث         |               |
| 7                     | Tomasz Budziński ‏   | Mazowsze Serce Polski ‏                        | + 12 ث         |               |
| 8                     | فيلي سميت           | China Glory–Mentech Continental Cycling Team ‏ | + 13 ث         |               |
| 9                     | Manuele Tarozzi ‏    | بردياني سي إس إف فايزاني                      | + 13 ث         |               |
| 10                    | مرحاوي قدس          | تيرينجانو سايكلنج تيم ‏                        | + 14 ث         |               |
|                       |                     |                                               |                |               |
| مصدر: ProCyclingStats |                     |                                               |                |               |

### مرحلة 5
هي مرحلة جبلية، أقيمت في 25 أبريل 2024، وامتدّت لمسافة 177.9 كيلومتر. فاز بالمركز الأول، وتصدر الترتيب العام توبياس لوند أندرسن ‏، وتصدر ترتيب النقاط Giovanni Lonardi ‏، أما ترتيب الفرق، فقد فاز به فريق أستانا 2024 ‏، وتصدر ترتيب التسلق وترتيب السرعة فينسنت دورن ‏.
| التصنيف العام         | التصنيف العام       | التصنيف العام                                 | التصنيف العام  | التصنيف العام |
| العداء                | العداء              | الفريق                                        | الوقت          |               |
| --------------------- | ------------------- | --------------------------------------------- | -------------- | ------------- |
| 1                     | توبياس لوند أندرسن ‏ | سنويب                                         | 18 س 51 د 57 ث |               |
| 2                     | Giovanni Lonardi ‏   | إيولو كوميت ‏                                  | + 14 ث         |               |
| 3                     | Henri Uhlig ‏        | البيسين فينيكس                                | + 14 ث         |               |
| 4                     | داني فان بوبيل      | بورا–هانسغروه                                 | + 18 ث         |               |
| 5                     | Filippo Conca ‏      | فريق الدراجات Q36.5 ‏                          | + 21 ث         |               |
| 6                     | ديفيد لوزانو        | تيم نوفو نورديسك ‏                             | + 21 ث         |               |
| 7                     | Tomasz Budziński ‏   | Mazowsze Serce Polski ‏                        | + 22 ث         |               |
| 8                     | فيلي سميت           | China Glory–Mentech Continental Cycling Team ‏ | + 23 ث         |               |
| 9                     | Manuele Tarozzi ‏    | بردياني سي إس إف فايزاني                      | + 23 ث         |               |
| 10                    | مرحاوي قدس          | تيرينجانو سايكلنج تيم ‏                        | + 24 ث         |               |
|                       |                     |                                               |                |               |
| مصدر: ProCyclingStats |                     |                                               |                |               |

### مرحلة 6
هي مرحلة جبلية، أقيمت في 26 أبريل 2024، وامتدّت لمسافة 160.1 كيلومتر. فاز بالمركز الأول، وتصدر الترتيب العام فرانك فان دن بروك ‏، وتصدر ترتيب النقاط Giovanni Lonardi ‏، أما ترتيب الفرق، فقد فاز به فريق Q36.5 موسم 2024 ‏، وتصدر ترتيب التسلق وترتيب السرعة فينسنت دورن ‏.
| التصنيف العام         | التصنيف العام        | التصنيف العام           | التصنيف العام  | التصنيف العام |
| العداء                | العداء               | الفريق                  | الوقت          |               |
| --------------------- | -------------------- | ----------------------- | -------------- | ------------- |
| 1                     | فرانك فان دن بروك ‏   | سنويب                   | 23 س 02 د 11 ث |               |
| 2                     | مرحاوي قدس           | تيرينجانو سايكلنج تيم ‏  | + 4 ث          |               |
| 3                     | بول دوبل ‏            | إيولو كوميت ‏            | + 9 ث          |               |
| 4                     | Metkel Eyob ‏         | تيرينجانو سايكلنج تيم ‏  | + 24 ث         |               |
| 5                     | Harold Martín López ‏ | فريق آستانا             | + 24 ث         |               |
| 6                     | Lander Loockx ‏       | Unibet Tietema Rockets ‏ | + 26 ث         |               |
| 7                     | Alexander Hajek ‏     | بورا–هانسغروه           | + 26 ث         |               |
| 8                     | Mario Aparicio ‏      | برجس بي إتش ‏            | + 26 ث         |               |
| 9                     | كارل فريدريك هاغن    | فريق الدراجات Q36.5 ‏    | + 26 ث         |               |
| 10                    | Victor Langellotti ‏  | برجس بي إتش ‏            | + 44 ث         |               |
|                       |                      |                         |                |               |
| مصدر: ProCyclingStats |                      |                         |                |               |

### مرحلة 7
هي مرحلة جبلية، أقيمت في 27 أبريل 2024، وامتدّت لمسافة 125.4 كيلومتر. فاز بالمركز الأول، وتصدر ترتيب النقاط توبياس لوند أندرسن ‏، وتصدر الترتيب العام فرانك فان دن بروك ‏، أما ترتيب الفرق، فقد فاز به فريق Q36.5 موسم 2024 ‏، وتصدر ترتيب التسلق وترتيب السرعة فينسنت دورن ‏.
| التصنيف العام         | التصنيف العام        | التصنيف العام           | التصنيف العام  | التصنيف العام |
| العداء                | العداء               | الفريق                  | الوقت          |               |
| --------------------- | -------------------- | ----------------------- | -------------- | ------------- |
| 1                     | فرانك فان دن بروك ‏   | سنويب                   | 25 س 53 د 09 ث |               |
| 2                     | مرحاوي قدس           | تيرينجانو سايكلنج تيم ‏  | + 4 ث          |               |
| 3                     | بول دوبل ‏            | إيولو كوميت ‏            | + 9 ث          |               |
| 4                     | Metkel Eyob ‏         | تيرينجانو سايكلنج تيم ‏  | + 24 ث         |               |
| 5                     | Harold Martín López ‏ | فريق آستانا             | + 24 ث         |               |
| 6                     | Lander Loockx ‏       | Unibet Tietema Rockets ‏ | + 26 ث         |               |
| 7                     | Alexander Hajek ‏     | بورا–هانسغروه           | + 26 ث         |               |
| 8                     | Mario Aparicio ‏      | برجس بي إتش ‏            | + 26 ث         |               |
| 9                     | كارل فريدريك هاغن    | فريق الدراجات Q36.5 ‏    | + 26 ث         |               |
| 10                    | Victor Langellotti ‏  | برجس بي إتش ‏            | + 44 ث         |               |
|                       |                      |                         |                |               |
| مصدر: ProCyclingStats |                      |                         |                |               |

### مرحلة 8
هي مرحلة جبلية، أقيمت في 28 أبريل 2024، وامتدّت لمسافة 105.4 كيلومتر. فاز بالمركز الأول stage neutralised ‏.

## المشاركون
| Bora-Hansgrohe BOH                         | Bora-Hansgrohe BOH | Bora-Hansgrohe BOH |
| ------------------------------------------ | ------------------ | ------------------ |
| م                                          | عداء               | مرتبة              |
| 1                                          | Filip Maciejuk ‏    | 56                 |
| 2                                          | Alexander Hajek ‏   | 7                  |
| 3                                          | سام ويلسفورد       | لم يبدأ-8          |
| 4                                          | Luis-Joe Lührs ‏    | 108                |
| 5                                          | ريان مولين         | لم يبدأ-8          |
| 6                                          | داني فان بوبيل     | لم يبدأ-6          |
| 7                                          | Frederik Wandahl ‏  | 17                 |
| مدير الرياضة: برنارد إيسل, Shane Archbold ‏ |                    |                    |

| Team dsm-firmenich PostNL DFP | Team dsm-firmenich PostNL DFP | Team dsm-firmenich PostNL DFP |
| ----------------------------- | ----------------------------- | ----------------------------- |
| م                             | عداء                          | مرتبة                         |
| 11                            | توبياس لوند أندرسن ‏           | 66                            |
| 12                            | Julius van den Berg ‏          | 83                            |
| 13                            | فرانك فان دن بروك ‏            | 1                             |
| 14                            | Johan Dorussen ‏               | 150                           |
| 15                            | فابيو جاكوبسن                 | 109                           |
| 16                            | Benjamin Peatfield‏            | لم يكمل السباق-5              |
| 17                            | Bram Welten ‏                  | 98                            |
| مدير الرياضة: Roy Curvers ‏    |                               |                               |

| Alpecin-Deceuninck ADC          | Alpecin-Deceuninck ADC | Alpecin-Deceuninck ADC |
| ------------------------------- | ---------------------- | ---------------------- |
| م                               | عداء                   | مرتبة                  |
| 21                              | Robbe Ghys ‏            | لم يبدأ-5              |
| 22                              | جنسن بلاورايت ‏         | 125                    |
| 23                              | Jonas Rickaert ‏        | 87                     |
| 24                              | رامون سينكلدام         | 96                     |
| 25                              | Henri Uhlig ‏           | 61                     |
| 26                              | سيمون دهيرز ‏           | 114                    |
| مدير الرياضة: Preben Van Hecke ‏ |                        |                        |

| Astana Qazaqstan Team AST                                  | Astana Qazaqstan Team AST | Astana Qazaqstan Team AST |
| ---------------------------------------------------------- | ------------------------- | ------------------------- |
| م                                                          | عداء                      | مرتبة                     |
| 31                                                         | مارك كافنديش              | 117                       |
| 32                                                         | دافيد باليريني            | 57                        |
| 33                                                         | ماكس كانتر                | 70                        |
| 34                                                         | روديجر سليج               | 129                       |
| 35                                                         | Vadim Pronskiy ‏           | 11                        |
| 36                                                         | Harold Martín López ‏      | 5                         |
| 37                                                         | Nicolas Vinokurov ‏        | 22                        |
| مدير الرياضة: Alexandr Shefer ‏, Sergei Yakovlev (cyclist) ‏ |                           |                           |

| فريق الدراجات Q36.5 ‏ Q36                | فريق الدراجات Q36.5 ‏ Q36 | فريق الدراجات Q36.5 ‏ Q36 |
| --------------------------------------- | ------------------------ | ------------------------ |
| م                                       | عداء                     | مرتبة                    |
| 41                                      | Negasi Haylu Abreha ‏     | 44                       |
| 42                                      | Marcel Camprubí ‏         | 26                       |
| 43                                      | Filippo Conca ‏           | 19                       |
| 44                                      | مارك دونوفان             | 18                       |
| 45                                      | كارل فريدريك هاغن        | 9                        |
| 46                                      | روري تاونسند ‏            | 82                       |
| 47                                      | جيمس ويلان               | 28                       |
| مدير الرياضة: بيوتر واديكي, Jens Zemke ‏ |                          |                          |

| كاجا رورال-سيغوروس ‏ CJR       | كاجا رورال-سيغوروس ‏ CJR | كاجا رورال-سيغوروس ‏ CJR |
| ----------------------------- | ----------------------- | ----------------------- |
| م                             | عداء                    | مرتبة                   |
| 51                            | Daniel Babor ‏           | 132                     |
| 52                            | Tomáš Bárta ‏            | 135                     |
| 53                            | جيفرسون سيبيدا          | 29                      |
| 54                            | ديفيد غونزاليس          | 33                      |
| 55                            | GBR                     | 47                      |
| 56                            | Iúri Leitão ‏            | 99                      |
| 57                            | Jokin Murguialday ‏      | لم يكمل السباق-5        |
| مدير الرياضة: روبين مارتينيز ‏ |                         |                         |

| إيولو كوميت ‏ PTK              | إيولو كوميت ‏ PTK     | إيولو كوميت ‏ PTK |
| ----------------------------- | -------------------- | ---------------- |
| م                             | عداء                 | مرتبة            |
| 61                            | ميركو مايستري        | 62               |
| 62                            | Giovanni Lonardi ‏    | 68               |
| 63                            | بول دوبل ‏            | 3                |
| 64                            | Manuel Peñalver ‏     | 91               |
| 65                            | Diego Pablo Sevilla ‏ | 55               |
| 66                            | Andrea Pietrobon ‏    | 75               |
| 67                            | Erik Fetter ‏         | 72               |
| مدير الرياضة: Giovanni Ellena‏ |                      |                  |

| برجس بي إتش ‏ BBH | برجس بي إتش ‏ BBH                | برجس بي إتش ‏ BBH |
| ---------------- | ------------------------------- | ---------------- |
| م                | عداء                            | مرتبة            |
| 71               | George Jackson (cyclist) ‏       | 65               |
| 72               | سيباستيان مورا                  | 40               |
| 73               | Sainbayaryn Jambaljamts ‏ (طريق) | لم يكمل السباق-3 |
| 74               | Mario Aparicio ‏                 | 8                |
| 75               | Victor Langellotti ‏             | 10               |
| 76               | Alejandro Franco ‏               | 31               |
| 77               | David Delgado Higueruelo ‏       | 48               |

| VF Group-Bardiani CSF-Faizanè VBF | VF Group-Bardiani CSF-Faizanè VBF | VF Group-Bardiani CSF-Faizanè VBF |
| --------------------------------- | --------------------------------- | --------------------------------- |
| م                                 | عداء                              | مرتبة                             |
| 81                                | Luca Colnaghi ‏                    | 86                                |
| 82                                | Filippo Magli ‏                    | 58                                |
| 83                                | Luca Paletti ‏                     | 20                                |
| 84                                | Mattia Pinazzi ‏                   | 95                                |
| 85                                | Manuele Tarozzi ‏                  | 12                                |
| 86                                | Enrico Zanoncello ‏                | 67                                |
| 87                                | Samuele Zoccarato ‏                | 37                                |
| مدير الرياضة: Luca Amoriello‏      |                                   |                                   |

| بنجوال باوليز ساوكس دبليو بي ‏ BWB     | بنجوال باوليز ساوكس دبليو بي ‏ BWB | بنجوال باوليز ساوكس دبليو بي ‏ BWB |
| ------------------------------------- | --------------------------------- | --------------------------------- |
| م                                     | عداء                              | مرتبة                             |
| 91                                    | فلوريس دي تير                     | 34                                |
| 92                                    | Davide Persico ‏                   | 77                                |
| 93                                    | Lennert Teugels ‏                  | 14                                |
| 94                                    | ماركو تيزا                        | 21                                |
| 95                                    | Kenneth Van Rooy ‏                 | 54                                |
| 96                                    | Nathan Vandepitte ‏                | 92                                |
| 97                                    | ساشا ويميس                        | 116                               |
| مدير الرياضة: Alessandro Spezialetti ‏ |                                   |                                   |

| Team Solution Tech–Vini Fantini ‏ COR                   | Team Solution Tech–Vini Fantini ‏ COR | Team Solution Tech–Vini Fantini ‏ COR |
| ------------------------------------------------------ | ------------------------------------ | ------------------------------------ |
| م                                                      | عداء                                 | مرتبة                                |
| 101                                                    | فاليريو كونتي                        | 16                                   |
| 102                                                    | Etienne van Empel ‏                   | 105                                  |
| 103                                                    | Giulio Masotto ‏                      | 139                                  |
| 104                                                    | Samuele Zambelli ‏                    | 138                                  |
| 105                                                    | Simone Olivero ‏                      | 119                                  |
| 106                                                    | أتيليو فيفياني ‏                      | 106                                  |
| 107                                                    | ياكوب ماريكزكو                       | 146                                  |
| مدير الرياضة: Francesco Frassi ‏, Aleksandr Kuschynski ‏ |                                      |                                      |

| Unibet Tietema Rockets ‏ TDT | Unibet Tietema Rockets ‏ TDT | Unibet Tietema Rockets ‏ TDT |
| --------------------------- | --------------------------- | --------------------------- |
| م                           | عداء                        | مرتبة                       |
| 111                         | مارتين بودينغ ‏              | 102                         |
| 112                         | DEN                         | 63                          |
| 114                         | أندرياس ستوكبرو             | 41                          |
| 115                         | Davide Bomboi ‏              | لم يبدأ-2                   |
| 116                         | Lander Loockx ‏              | 6                           |
| 117                         | Owen Geleijn ‏               | 49                          |
| مدير الرياضة: Gaëtan Pons ‏  |                             |                             |

| تيم نوفو نورديسك ‏ TNN                                | تيم نوفو نورديسك ‏ TNN              | تيم نوفو نورديسك ‏ TNN |
| ---------------------------------------------------- | ---------------------------------- | --------------------- |
| م                                                    | عداء                               | مرتبة                 |
| 121                                                  | Antonio Polga‏                      | 89                    |
| 122                                                  | سام براند                          | 88                    |
| 123                                                  | Matyáš Kopecký ‏                    | لم يبدأ-6             |
| 124                                                  | Péter Kusztor ‏                     | 46                    |
| 125                                                  | ديفيد لوزانو                       | 50                    |
| 126                                                  | Andrea Peron (cyclist, born 1988) ‏ | 74                    |
| 127                                                  | Filippo Ridolfo ‏                   | 110                   |
| مدير الرياضة: Vassili Davidenko ‏, Massimo Podenzana ‏ |                                    |                       |

| تيرينجانو سايكلنج تيم ‏ TSG         | تيرينجانو سايكلنج تيم ‏ TSG | تيرينجانو سايكلنج تيم ‏ TSG |
| ---------------------------------- | -------------------------- | -------------------------- |
| م                                  | عداء                       | مرتبة                      |
| 131                                | Anatolii Budiak ‏           | 23                         |
| 132                                | Metkel Eyob ‏               | 4                          |
| 133                                | مرحاوي قدس                 | 2                          |
| 134                                | Nur Aiman Mohd Zariff ‏     | 142                        |
| 135                                | يوسف رقيقي                 | 137                        |
| 136                                | Nur Aiman Rosli ‏           | 128                        |
| 137                                | Andreas Miltiadis ‏         | 60                         |
| مدير الرياضة: Nasiruddin Wan Idrus‏ |                            |                            |

| China Glory–Mentech Continental Cycling Team ‏ CGC | China Glory–Mentech Continental Cycling Team ‏ CGC | China Glory–Mentech Continental Cycling Team ‏ CGC |
| ------------------------------------------------- | ------------------------------------------------- | ------------------------------------------------- |
| م                                                 | عداء                                              | مرتبة                                             |
| 141                                               | Lü Xianjing ‏                                      | 36                                                |
| 142                                               | Ma Binyan ‏                                        | 147                                               |
| 143                                               | فيلي سميت                                         | 45                                                |
| 144                                               | لوكاس دي روسي                                     | 51                                                |
| 146                                               | Teng Geng‏                                         | 123                                               |
| 147                                               | ريناردت جانس فان رينسبورغ                         | 84                                                |
| مدير الرياضة: Lionel Marie‏                        |                                                   |                                                   |

| سوبرانو هام ايزوريكس ‏ TIS                | سوبرانو هام ايزوريكس ‏ TIS | سوبرانو هام ايزوريكس ‏ TIS |
| ---------------------------------------- | ------------------------- | ------------------------- |
| م                                        | عداء                      | مرتبة                     |
| 151                                      | Robbe Claeys‏              | 71                        |
| 152                                      | تيموثي دوبونت             | 100                       |
| 153                                      | Thomas Joseph ‏            | 53                        |
| 154                                      | جياني مارشان              | 52                        |
| 155                                      | Jacob Relaes‏              | 80                        |
| 156                                      | Arne Santy ‏               | 101                       |
| 157                                      | Mauro Verwilt ‏            | 76                        |
| مدير الرياضة: Peter Bauwens‏, Rony De Vos‏ |                           |                           |

| بايك أيد ‏ BAI                   | بايك أيد ‏ BAI      | بايك أيد ‏ BAI |
| ------------------------------- | ------------------ | ------------- |
| م                               | عداء               | مرتبة         |
| 161                             | Antoine Berlin ‏    | 43            |
| 162                             | Léo Bouvier ‏       | 113           |
| 163                             | فينسنت دورن ‏       | 64            |
| 164                             | Pirmin Eisenbarth ‏ | 115           |
| 165                             | Oliver Mattheis ‏   | 27            |
| 166                             | Anton Schiffer ‏    | 38            |
| 167                             | Dawit Yemane ‏      | 15            |
| مدير الرياضة: Matthias Schnapka‏ |                    |               |

| Istanbul Büyükșehir Belediye Spor Türkiye ‏ BGS | Istanbul Büyükșehir Belediye Spor Türkiye ‏ BGS | Istanbul Büyükșehir Belediye Spor Türkiye ‏ BGS |
| ---------------------------------------------- | ---------------------------------------------- | ---------------------------------------------- |
| م                                              | عداء                                           | مرتبة                                          |
| 171                                            | ناتنايل بيرهانه                                | 25                                             |
| 172                                            | Petros Mengs ‏                                  | 69                                             |
| 173                                            | Zeki Kaygisiz ‏                                 | 124                                            |
| 174                                            | Samet Bulut ‏                                   | 81                                             |
| 175                                            | Batuhan Özgür ‏                                 | 149                                            |

| Istanbul Büyüksehir Belediye Spor Türkiye‏ IBB | Istanbul Büyüksehir Belediye Spor Türkiye‏ IBB | Istanbul Büyüksehir Belediye Spor Türkiye‏ IBB |
| --------------------------------------------- | --------------------------------------------- | --------------------------------------------- |
| م                                             | عداء                                          | مرتبة                                         |
| 176                                           | Muhammed Erkan‏                                | 127                                           |

| Sauerland NRW-SKS Germany ‏ SVL  | Sauerland NRW-SKS Germany ‏ SVL     | Sauerland NRW-SKS Germany ‏ SVL |
| ------------------------------- | ---------------------------------- | ------------------------------ |
| م                               | عداء                               | مرتبة                          |
| 181                             | GER                                | 42                             |
| 182                             | GER                                | 90                             |
| 183                             | Yago Aguirre‏                       | 35                             |
| 184                             | Paul Wright (New Zealand cyclist) ‏ | 103                            |
| 185                             | Jonathan Rottmann ‏                 | 134                            |
| 186                             | Henri-Johannes Appelbaum‏           | 59                             |
| 187                             | جاكوب سكوت ‏                        | 104                            |
| مدير الرياضة: Wolfgang Oschwald‏ |                                    |                                |

| Sakarya BB Pro Team ‏ SBB | Sakarya BB Pro Team ‏ SBB | Sakarya BB Pro Team ‏ SBB |
| ------------------------ | ------------------------ | ------------------------ |
| م                        | عداء                     | مرتبة                    |
| 191                      | Burak Abay ‏ (طريق)       | 24                       |
| 192                      | Furkan Akcam‏             | لم يكمل السباق-3         |
| 193                      | Sergey Rostovtsev ‏       | 148                      |
| 194                      | Musa Mikayilzade ‏        | 112                      |
| 195                      | Emre Yuca‏                | لم يكمل السباق-4         |
| 196                      | Emir Uzun‏                | لم يكمل السباق-5         |
| 197                      | Sefa Süleyman Temel‏      | لم يكمل السباق-4         |

| Kinan Racing Team ‏ KIN       | Kinan Racing Team ‏ KIN | Kinan Racing Team ‏ KIN |
| ---------------------------- | ---------------------- | ---------------------- |
| م                            | عداء                   | مرتبة                  |
| 201                          | Yudai Arashiro ‏        | 107                    |
| 202                          | ريان كافاناه (طريق)    | 79                     |
| 203                          | ريمون كريدر            | 111                    |
| 204                          | توماس لباس             | لم يبدأ-7              |
| 205                          | Daiki Magosaki ‏        | 97                     |
| 206                          | Drew Morey ‏            | 32                     |
| 207                          | Genki Yamamoto ‏        | 93                     |
| مدير الرياضة: Tetsuya Ishida‏ |                        |                        |

| أدريا موبيل ‏ ADR        | أدريا موبيل ‏ ADR       | أدريا موبيل ‏ ADR |
| ----------------------- | ---------------------- | ---------------- |
| م                       | عداء                   | مرتبة            |
| 211                     | Đorđe Đurić (cyclist) ‏ | 122              |
| 212                     | Tilen Finkšt ‏          | 73               |
| 213                     | Nicolas Gojković ‏      | 126              |
| 215                     | Anže Skok ‏             | 94               |
| 216                     | Aljaž Turk‏             | 78               |
| 217                     | Ramazan Yılmaz ‏        | 130              |
| مدير الرياضة: ماركو كمب |                        |                  |

| Mazowsze Serce Polski ‏ MSP                    | Mazowsze Serce Polski ‏ MSP  | Mazowsze Serce Polski ‏ MSP |
| --------------------------------------------- | --------------------------- | -------------------------- |
| م                                             | عداء                        | مرتبة                      |
| 221                                           | Marcin Budziński (cyclist) ‏ | 13                         |
| 222                                           | Norbert Banaszek ‏           | 118                        |
| 223                                           | Tomasz Budziński ‏           | 39                         |
| 224                                           | ياكوب كازماريك              | لم يكمل السباق-5           |
| 225                                           | Tobiasz Pawlak ‏             | 136                        |
| 226                                           | POL                         | 133                        |
| 227                                           | Konrad Czabok ‏              | 120                        |
| مدير الرياضة: Adrian Banaszek ‏, فويتشخ باولاك |                             |                            |

| فريق سبور توتو للدراجات ‏ STC | فريق سبور توتو للدراجات ‏ STC | فريق سبور توتو للدراجات ‏ STC |
| ---------------------------- | ---------------------------- | ---------------------------- |
| م                            | عداء                         | مرتبة                        |
| 231                          | Serdar Depe ‏                 | 30                           |
| 232                          | أحمد أوركين                  | 85                           |
| 233                          | Feritcan Şamlı ‏              | 131                          |
| 234                          | Doğukan Arikan ‏              | 143                          |
| 235                          | Tahir Yigit ‏                 | 140                          |
| 236                          | Kaan Ozkalbim‏                | لم يكمل السباق-4             |
| 237                          | Mehmet Kanat‏                 | 144                          |

| Konya Büyükşehir Belediye Spor‏ KBB | Konya Büyükşehir Belediye Spor‏ KBB | Konya Büyükşehir Belediye Spor‏ KBB |
| ---------------------------------- | ---------------------------------- | ---------------------------------- |
| م                                  | عداء                               | مرتبة                              |
| 244                                | Eyüp Karagöbek ‏                    | 145                                |
| 246                                | Mustafa Tarakci‏                    | لم يكمل السباق-4                   |
| مدير الرياضة: Miraç Kal ‏           |                                    |                                    |

| Bora-Hansgrohe BOH                         | Bora-Hansgrohe BOH | Bora-Hansgrohe BOH |
| ------------------------------------------ | ------------------ | ------------------ |
| م                                          | عداء               | مرتبة              |
| 1                                          | Filip Maciejuk ‏    | 56                 |
| 2                                          | Alexander Hajek ‏   | 7                  |
| 3                                          | سام ويلسفورد       | لم يبدأ-8          |
| 4                                          | Luis-Joe Lührs ‏    | 108                |
| 5                                          | ريان مولين         | لم يبدأ-8          |
| 6                                          | داني فان بوبيل     | لم يبدأ-6          |
| 7                                          | Frederik Wandahl ‏  | 17                 |
| مدير الرياضة: برنارد إيسل, Shane Archbold ‏ |                    |                    |

| Team dsm-firmenich PostNL DFP | Team dsm-firmenich PostNL DFP | Team dsm-firmenich PostNL DFP |
| ----------------------------- | ----------------------------- | ----------------------------- |
| م                             | عداء                          | مرتبة                         |
| 11                            | توبياس لوند أندرسن ‏           | 66                            |
| 12                            | Julius van den Berg ‏          | 83                            |
| 13                            | فرانك فان دن بروك ‏            | 1                             |
| 14                            | Johan Dorussen ‏               | 150                           |
| 15                            | فابيو جاكوبسن                 | 109                           |
| 16                            | Benjamin Peatfield‏            | لم يكمل السباق-5              |
| 17                            | Bram Welten ‏                  | 98                            |
| مدير الرياضة: Roy Curvers ‏    |                               |                               |

| Alpecin-Deceuninck ADC          | Alpecin-Deceuninck ADC | Alpecin-Deceuninck ADC |
| ------------------------------- | ---------------------- | ---------------------- |
| م                               | عداء                   | مرتبة                  |
| 21                              | Robbe Ghys ‏            | لم يبدأ-5              |
| 22                              | جنسن بلاورايت ‏         | 125                    |
| 23                              | Jonas Rickaert ‏        | 87                     |
| 24                              | رامون سينكلدام         | 96                     |
| 25                              | Henri Uhlig ‏           | 61                     |
| 26                              | سيمون دهيرز ‏           | 114                    |
| مدير الرياضة: Preben Van Hecke ‏ |                        |                        |

| Astana Qazaqstan Team AST                                  | Astana Qazaqstan Team AST | Astana Qazaqstan Team AST |
| ---------------------------------------------------------- | ------------------------- | ------------------------- |
| م                                                          | عداء                      | مرتبة                     |
| 31                                                         | مارك كافنديش              | 117                       |
| 32                                                         | دافيد باليريني            | 57                        |
| 33                                                         | ماكس كانتر                | 70                        |
| 34                                                         | روديجر سليج               | 129                       |
| 35                                                         | Vadim Pronskiy ‏           | 11                        |
| 36                                                         | Harold Martín López ‏      | 5                         |
| 37                                                         | Nicolas Vinokurov ‏        | 22                        |
| مدير الرياضة: Alexandr Shefer ‏, Sergei Yakovlev (cyclist) ‏ |                           |                           |

| فريق الدراجات Q36.5 ‏ Q36                | فريق الدراجات Q36.5 ‏ Q36 | فريق الدراجات Q36.5 ‏ Q36 |
| --------------------------------------- | ------------------------ | ------------------------ |
| م                                       | عداء                     | مرتبة                    |
| 41                                      | Negasi Haylu Abreha ‏     | 44                       |
| 42                                      | Marcel Camprubí ‏         | 26                       |
| 43                                      | Filippo Conca ‏           | 19                       |
| 44                                      | مارك دونوفان             | 18                       |
| 45                                      | كارل فريدريك هاغن        | 9                        |
| 46                                      | روري تاونسند ‏            | 82                       |
| 47                                      | جيمس ويلان               | 28                       |
| مدير الرياضة: بيوتر واديكي, Jens Zemke ‏ |                          |                          |

| كاجا رورال-سيغوروس ‏ CJR       | كاجا رورال-سيغوروس ‏ CJR | كاجا رورال-سيغوروس ‏ CJR |
| ----------------------------- | ----------------------- | ----------------------- |
| م                             | عداء                    | مرتبة                   |
| 51                            | Daniel Babor ‏           | 132                     |
| 52                            | Tomáš Bárta ‏            | 135                     |
| 53                            | جيفرسون سيبيدا          | 29                      |
| 54                            | ديفيد غونزاليس          | 33                      |
| 55                            | GBR                     | 47                      |
| 56                            | Iúri Leitão ‏            | 99                      |
| 57                            | Jokin Murguialday ‏      | لم يكمل السباق-5        |
| مدير الرياضة: روبين مارتينيز ‏ |                         |                         |

| إيولو كوميت ‏ PTK              | إيولو كوميت ‏ PTK     | إيولو كوميت ‏ PTK |
| ----------------------------- | -------------------- | ---------------- |
| م                             | عداء                 | مرتبة            |
| 61                            | ميركو مايستري        | 62               |
| 62                            | Giovanni Lonardi ‏    | 68               |
| 63                            | بول دوبل ‏            | 3                |
| 64                            | Manuel Peñalver ‏     | 91               |
| 65                            | Diego Pablo Sevilla ‏ | 55               |
| 66                            | Andrea Pietrobon ‏    | 75               |
| 67                            | Erik Fetter ‏         | 72               |
| مدير الرياضة: Giovanni Ellena‏ |                      |                  |

| برجس بي إتش ‏ BBH | برجس بي إتش ‏ BBH                | برجس بي إتش ‏ BBH |
| ---------------- | ------------------------------- | ---------------- |
| م                | عداء                            | مرتبة            |
| 71               | George Jackson (cyclist) ‏       | 65               |
| 72               | سيباستيان مورا                  | 40               |
| 73               | Sainbayaryn Jambaljamts ‏ (طريق) | لم يكمل السباق-3 |
| 74               | Mario Aparicio ‏                 | 8                |
| 75               | Victor Langellotti ‏             | 10               |
| 76               | Alejandro Franco ‏               | 31               |
| 77               | David Delgado Higueruelo ‏       | 48               |

| VF Group-Bardiani CSF-Faizanè VBF | VF Group-Bardiani CSF-Faizanè VBF | VF Group-Bardiani CSF-Faizanè VBF |
| --------------------------------- | --------------------------------- | --------------------------------- |
| م                                 | عداء                              | مرتبة                             |
| 81                                | Luca Colnaghi ‏                    | 86                                |
| 82                                | Filippo Magli ‏                    | 58                                |
| 83                                | Luca Paletti ‏                     | 20                                |
| 84                                | Mattia Pinazzi ‏                   | 95                                |
| 85                                | Manuele Tarozzi ‏                  | 12                                |
| 86                                | Enrico Zanoncello ‏                | 67                                |
| 87                                | Samuele Zoccarato ‏                | 37                                |
| مدير الرياضة: Luca Amoriello‏      |                                   |                                   |

| بنجوال باوليز ساوكس دبليو بي ‏ BWB     | بنجوال باوليز ساوكس دبليو بي ‏ BWB | بنجوال باوليز ساوكس دبليو بي ‏ BWB |
| ------------------------------------- | --------------------------------- | --------------------------------- |
| م                                     | عداء                              | مرتبة                             |
| 91                                    | فلوريس دي تير                     | 34                                |
| 92                                    | Davide Persico ‏                   | 77                                |
| 93                                    | Lennert Teugels ‏                  | 14                                |
| 94                                    | ماركو تيزا                        | 21                                |
| 95                                    | Kenneth Van Rooy ‏                 | 54                                |
| 96                                    | Nathan Vandepitte ‏                | 92                                |
| 97                                    | ساشا ويميس                        | 116                               |
| مدير الرياضة: Alessandro Spezialetti ‏ |                                   |                                   |

| Team Solution Tech–Vini Fantini ‏ COR                   | Team Solution Tech–Vini Fantini ‏ COR | Team Solution Tech–Vini Fantini ‏ COR |
| ------------------------------------------------------ | ------------------------------------ | ------------------------------------ |
| م                                                      | عداء                                 | مرتبة                                |
| 101                                                    | فاليريو كونتي                        | 16                                   |
| 102                                                    | Etienne van Empel ‏                   | 105                                  |
| 103                                                    | Giulio Masotto ‏                      | 139                                  |
| 104                                                    | Samuele Zambelli ‏                    | 138                                  |
| 105                                                    | Simone Olivero ‏                      | 119                                  |
| 106                                                    | أتيليو فيفياني ‏                      | 106                                  |
| 107                                                    | ياكوب ماريكزكو                       | 146                                  |
| مدير الرياضة: Francesco Frassi ‏, Aleksandr Kuschynski ‏ |                                      |                                      |

| Unibet Tietema Rockets ‏ TDT | Unibet Tietema Rockets ‏ TDT | Unibet Tietema Rockets ‏ TDT |
| --------------------------- | --------------------------- | --------------------------- |
| م                           | عداء                        | مرتبة                       |
| 111                         | مارتين بودينغ ‏              | 102                         |
| 112                         | DEN                         | 63                          |
| 114                         | أندرياس ستوكبرو             | 41                          |
| 115                         | Davide Bomboi ‏              | لم يبدأ-2                   |
| 116                         | Lander Loockx ‏              | 6                           |
| 117                         | Owen Geleijn ‏               | 49                          |
| مدير الرياضة: Gaëtan Pons ‏  |                             |                             |

| تيم نوفو نورديسك ‏ TNN                                | تيم نوفو نورديسك ‏ TNN              | تيم نوفو نورديسك ‏ TNN |
| ---------------------------------------------------- | ---------------------------------- | --------------------- |
| م                                                    | عداء                               | مرتبة                 |
| 121                                                  | Antonio Polga‏                      | 89                    |
| 122                                                  | سام براند                          | 88                    |
| 123                                                  | Matyáš Kopecký ‏                    | لم يبدأ-6             |
| 124                                                  | Péter Kusztor ‏                     | 46                    |
| 125                                                  | ديفيد لوزانو                       | 50                    |
| 126                                                  | Andrea Peron (cyclist, born 1988) ‏ | 74                    |
| 127                                                  | Filippo Ridolfo ‏                   | 110                   |
| مدير الرياضة: Vassili Davidenko ‏, Massimo Podenzana ‏ |                                    |                       |

| تيرينجانو سايكلنج تيم ‏ TSG         | تيرينجانو سايكلنج تيم ‏ TSG | تيرينجانو سايكلنج تيم ‏ TSG |
| ---------------------------------- | -------------------------- | -------------------------- |
| م                                  | عداء                       | مرتبة                      |
| 131                                | Anatolii Budiak ‏           | 23                         |
| 132                                | Metkel Eyob ‏               | 4                          |
| 133                                | مرحاوي قدس                 | 2                          |
| 134                                | Nur Aiman Mohd Zariff ‏     | 142                        |
| 135                                | يوسف رقيقي                 | 137                        |
| 136                                | Nur Aiman Rosli ‏           | 128                        |
| 137                                | Andreas Miltiadis ‏         | 60                         |
| مدير الرياضة: Nasiruddin Wan Idrus‏ |                            |                            |

| China Glory–Mentech Continental Cycling Team ‏ CGC | China Glory–Mentech Continental Cycling Team ‏ CGC | China Glory–Mentech Continental Cycling Team ‏ CGC |
| ------------------------------------------------- | ------------------------------------------------- | ------------------------------------------------- |
| م                                                 | عداء                                              | مرتبة                                             |
| 141                                               | Lü Xianjing ‏                                      | 36                                                |
| 142                                               | Ma Binyan ‏                                        | 147                                               |
| 143                                               | فيلي سميت                                         | 45                                                |
| 144                                               | لوكاس دي روسي                                     | 51                                                |
| 146                                               | Teng Geng‏                                         | 123                                               |
| 147                                               | ريناردت جانس فان رينسبورغ                         | 84                                                |
| مدير الرياضة: Lionel Marie‏                        |                                                   |                                                   |

| سوبرانو هام ايزوريكس ‏ TIS                | سوبرانو هام ايزوريكس ‏ TIS | سوبرانو هام ايزوريكس ‏ TIS |
| ---------------------------------------- | ------------------------- | ------------------------- |
| م                                        | عداء                      | مرتبة                     |
| 151                                      | Robbe Claeys‏              | 71                        |
| 152                                      | تيموثي دوبونت             | 100                       |
| 153                                      | Thomas Joseph ‏            | 53                        |
| 154                                      | جياني مارشان              | 52                        |
| 155                                      | Jacob Relaes‏              | 80                        |
| 156                                      | Arne Santy ‏               | 101                       |
| 157                                      | Mauro Verwilt ‏            | 76                        |
| مدير الرياضة: Peter Bauwens‏, Rony De Vos‏ |                           |                           |

| بايك أيد ‏ BAI                   | بايك أيد ‏ BAI      | بايك أيد ‏ BAI |
| ------------------------------- | ------------------ | ------------- |
| م                               | عداء               | مرتبة         |
| 161                             | Antoine Berlin ‏    | 43            |
| 162                             | Léo Bouvier ‏       | 113           |
| 163                             | فينسنت دورن ‏       | 64            |
| 164                             | Pirmin Eisenbarth ‏ | 115           |
| 165                             | Oliver Mattheis ‏   | 27            |
| 166                             | Anton Schiffer ‏    | 38            |
| 167                             | Dawit Yemane ‏      | 15            |
| مدير الرياضة: Matthias Schnapka‏ |                    |               |

| Istanbul Büyükșehir Belediye Spor Türkiye ‏ BGS | Istanbul Büyükșehir Belediye Spor Türkiye ‏ BGS | Istanbul Büyükșehir Belediye Spor Türkiye ‏ BGS |
| ---------------------------------------------- | ---------------------------------------------- | ---------------------------------------------- |
| م                                              | عداء                                           | مرتبة                                          |
| 171                                            | ناتنايل بيرهانه                                | 25                                             |
| 172                                            | Petros Mengs ‏                                  | 69                                             |
| 173                                            | Zeki Kaygisiz ‏                                 | 124                                            |
| 174                                            | Samet Bulut ‏                                   | 81                                             |
| 175                                            | Batuhan Özgür ‏                                 | 149                                            |

| Istanbul Büyüksehir Belediye Spor Türkiye‏ IBB | Istanbul Büyüksehir Belediye Spor Türkiye‏ IBB | Istanbul Büyüksehir Belediye Spor Türkiye‏ IBB |
| --------------------------------------------- | --------------------------------------------- | --------------------------------------------- |
| م                                             | عداء                                          | مرتبة                                         |
| 176                                           | Muhammed Erkan‏                                | 127                                           |

| Sauerland NRW-SKS Germany ‏ SVL  | Sauerland NRW-SKS Germany ‏ SVL     | Sauerland NRW-SKS Germany ‏ SVL |
| ------------------------------- | ---------------------------------- | ------------------------------ |
| م                               | عداء                               | مرتبة                          |
| 181                             | GER                                | 42                             |
| 182                             | GER                                | 90                             |
| 183                             | Yago Aguirre‏                       | 35                             |
| 184                             | Paul Wright (New Zealand cyclist) ‏ | 103                            |
| 185                             | Jonathan Rottmann ‏                 | 134                            |
| 186                             | Henri-Johannes Appelbaum‏           | 59                             |
| 187                             | جاكوب سكوت ‏                        | 104                            |
| مدير الرياضة: Wolfgang Oschwald‏ |                                    |                                |

| Sakarya BB Pro Team ‏ SBB | Sakarya BB Pro Team ‏ SBB | Sakarya BB Pro Team ‏ SBB |
| ------------------------ | ------------------------ | ------------------------ |
| م                        | عداء                     | مرتبة                    |
| 191                      | Burak Abay ‏ (طريق)       | 24                       |
| 192                      | Furkan Akcam‏             | لم يكمل السباق-3         |
| 193                      | Sergey Rostovtsev ‏       | 148                      |
| 194                      | Musa Mikayilzade ‏        | 112                      |
| 195                      | Emre Yuca‏                | لم يكمل السباق-4         |
| 196                      | Emir Uzun‏                | لم يكمل السباق-5         |
| 197                      | Sefa Süleyman Temel‏      | لم يكمل السباق-4         |

| Kinan Racing Team ‏ KIN       | Kinan Racing Team ‏ KIN | Kinan Racing Team ‏ KIN |
| ---------------------------- | ---------------------- | ---------------------- |
| م                            | عداء                   | مرتبة                  |
| 201                          | Yudai Arashiro ‏        | 107                    |
| 202                          | ريان كافاناه (طريق)    | 79                     |
| 203                          | ريمون كريدر            | 111                    |
| 204                          | توماس لباس             | لم يبدأ-7              |
| 205                          | Daiki Magosaki ‏        | 97                     |
| 206                          | Drew Morey ‏            | 32                     |
| 207                          | Genki Yamamoto ‏        | 93                     |
| مدير الرياضة: Tetsuya Ishida‏ |                        |                        |

| أدريا موبيل ‏ ADR        | أدريا موبيل ‏ ADR       | أدريا موبيل ‏ ADR |
| ----------------------- | ---------------------- | ---------------- |
| م                       | عداء                   | مرتبة            |
| 211                     | Đorđe Đurić (cyclist) ‏ | 122              |
| 212                     | Tilen Finkšt ‏          | 73               |
| 213                     | Nicolas Gojković ‏      | 126              |
| 215                     | Anže Skok ‏             | 94               |
| 216                     | Aljaž Turk‏             | 78               |
| 217                     | Ramazan Yılmaz ‏        | 130              |
| مدير الرياضة: ماركو كمب |                        |                  |

| Mazowsze Serce Polski ‏ MSP                    | Mazowsze Serce Polski ‏ MSP  | Mazowsze Serce Polski ‏ MSP |
| --------------------------------------------- | --------------------------- | -------------------------- |
| م                                             | عداء                        | مرتبة                      |
| 221                                           | Marcin Budziński (cyclist) ‏ | 13                         |
| 222                                           | Norbert Banaszek ‏           | 118                        |
| 223                                           | Tomasz Budziński ‏           | 39                         |
| 224                                           | ياكوب كازماريك              | لم يكمل السباق-5           |
| 225                                           | Tobiasz Pawlak ‏             | 136                        |
| 226                                           | POL                         | 133                        |
| 227                                           | Konrad Czabok ‏              | 120                        |
| مدير الرياضة: Adrian Banaszek ‏, فويتشخ باولاك |                             |                            |

| فريق سبور توتو للدراجات ‏ STC | فريق سبور توتو للدراجات ‏ STC | فريق سبور توتو للدراجات ‏ STC |
| ---------------------------- | ---------------------------- | ---------------------------- |
| م                            | عداء                         | مرتبة                        |
| 231                          | Serdar Depe ‏                 | 30                           |
| 232                          | أحمد أوركين                  | 85                           |
| 233                          | Feritcan Şamlı ‏              | 131                          |
| 234                          | Doğukan Arikan ‏              | 143                          |
| 235                          | Tahir Yigit ‏                 | 140                          |
| 236                          | Kaan Ozkalbim‏                | لم يكمل السباق-4             |
| 237                          | Mehmet Kanat‏                 | 144                          |

| Konya Büyükşehir Belediye Spor‏ KBB | Konya Büyükşehir Belediye Spor‏ KBB | Konya Büyükşehir Belediye Spor‏ KBB |
| ---------------------------------- | ---------------------------------- | ---------------------------------- |
| م                                  | عداء                               | مرتبة                              |
| 244                                | Eyüp Karagöbek ‏                    | 145                                |
| 246                                | Mustafa Tarakci‏                    | لم يكمل السباق-4                   |
| مدير الرياضة: Miraç Kal ‏           |                                    |                                    |

## التصنيف العام النهائي
| التصنيف العام         | التصنيف العام        | التصنيف العام           | التصنيف العام  | التصنيف العام |
| العداء                | العداء               | الفريق                  | الوقت          |               |
| --------------------- | -------------------- | ----------------------- | -------------- | ------------- |
| 1                     | فرانك فان دن بروك ‏   | سنويب                   | 25 س 53 د 09 ث |               |
| 2                     | مرحاوي قدس           | تيرينجانو سايكلنج تيم ‏  | + 4 ث          |               |
| 3                     | بول دوبل ‏            | إيولو كوميت ‏            | + 9 ث          |               |
| 4                     | Metkel Eyob ‏         | تيرينجانو سايكلنج تيم ‏  | + 24 ث         |               |
| 5                     | Harold Martín López ‏ | فريق آستانا             | + 24 ث         |               |
| 6                     | Lander Loockx ‏       | Unibet Tietema Rockets ‏ | + 26 ث         |               |
| 7                     | Alexander Hajek ‏     | بورا–هانسغروه           | + 26 ث         |               |
| 8                     | Mario Aparicio ‏      | برجس بي إتش ‏            | + 26 ث         |               |
| 9                     | كارل فريدريك هاغن    | فريق الدراجات Q36.5 ‏    | + 26 ث         |               |
| 10                    | Victor Langellotti ‏  | برجس بي إتش ‏            | + 44 ث         |               |
|                       |                      |                         |                |               |
| مصدر: ProCyclingStats |                      |                         |                |               |

### تصنيف النقاط
| تصنيف النقاط          | تصنيف النقاط              | تصنيف النقاط                                  | تصنيف النقاط | تصنيف النقاط |
| العداء                | العداء                    | الفريق                                        | النقاط       |              |
| --------------------- | ------------------------- | --------------------------------------------- | ------------ | ------------ |
| 1                     | توبياس لوند أندرسن ‏       | سنويب                                         | 58 نقطة      |              |
| 2                     | Giovanni Lonardi ‏         | إيولو كوميت ‏                                  | 48 نقطة      |              |
| 3                     | فابيو جاكوبسن             | سنويب                                         | 44 نقطة      |              |
| 4                     | ماكس كانتر                | فريق آستانا                                   | 38 نقطة      |              |
| 5                     | Henri Uhlig ‏              | البيسين فينيكس                                | 37 نقطة      |              |
| 6                     | مرحاوي قدس                | تيرينجانو سايكلنج تيم ‏                        | 35 نقطة      |              |
| 7                     | Iúri Leitão ‏              | كاجا رورال-سيغوروس ‏                           | 29 نقطة      |              |
| 8                     | تيموثي دوبونت             | سوبرانو هام ايزوريكس ‏                         | 28 نقطة      |              |
| 9                     | Enrico Zanoncello ‏        | بردياني سي إس إف فايزاني                      | 26 نقطة      |              |
| 10                    | ريناردت جانس فان رينسبورغ | China Glory–Mentech Continental Cycling Team ‏ | 24 نقطة      |              |
|                       |                           |                                               |              |              |
| مصدر: ProCyclingStats |                           |                                               |              |              |

### تصنيف الجبال
| تصنيف الجبال          | تصنيف الجبال       | تصنيف الجبال                               | تصنيف الجبال | تصنيف الجبال |
| العداء                | العداء             | الفريق                                     | النقاط       |              |
| --------------------- | ------------------ | ------------------------------------------ | ------------ | ------------ |
| 1                     | فينسنت دورن ‏       | بايك أيد ‏                                  | 15 نقطة      |              |
| 2                     | فرانك فان دن بروك ‏ | سنويب                                      | 8 نقطة       |              |
| 3                     | Samet Bulut ‏       | Istanbul Büyükșehir Belediye Spor Türkiye ‏ | 7 نقطة       |              |
| 4                     | Oliver Mattheis ‏   | بايك أيد ‏                                  | 6 نقطة       |              |
| 5                     | جيمس ويلان         | فريق الدراجات Q36.5 ‏                       | 6 نقطة       |              |
| 6                     | بولندا             | Mazowsze Serce Polski ‏                     | 6 نقطة       |              |
| 7                     | مرحاوي قدس         | تيرينجانو سايكلنج تيم ‏                     | 6 نقطة       |              |
| 8                     | Petros Mengs ‏      | Istanbul Büyükșehir Belediye Spor Türkiye ‏ | 5 نقطة       |              |
| 9                     | بول دوبل ‏          | إيولو كوميت ‏                               | 4 نقطة       |              |
| 10                    | Lander Loockx ‏     | Unibet Tietema Rockets ‏                    | 3 نقطة       |              |
|                       |                    |                                            |              |              |
| مصدر: ProCyclingStats |                    |                                            |              |              |

## تصنيف الفرق

### الفرق حسب الوقت
| تصنيف الفرق حسب الوقت | تصنيف الفرق حسب الوقت         | تصنيف الفرق حسب الوقت | تصنيف الفرق حسب الوقت |
| الفريق                | الفريق                        | الوقت                 |                       |
| --------------------- | ----------------------------- | --------------------- | --------------------- |
| 1                     | فريق الدراجات Q36.5 ‏          | 77 س 41 د 49 ث        |                       |
| 2                     | تيرينجانو سايكلنج تيم ‏        | + 9 ث                 |                       |
| 3                     | بردياني سي إس إف فايزاني      | + 26 ث                |                       |
| 4                     | فريق آستانا                   | + 29 ث                |                       |
| 5                     | برجس بي إتش 2024 ‏             | + 33 ث                |                       |
| 6                     | بنجوال باوليز ساوكس دبليو بي ‏ | + 3 د 38 ث            |                       |
| 7                     | بايك أيد 2024 ‏                | + 4 د 25 ث            |                       |
| 8                     | بورا–هانسغروه                 | + 9 د 54 ث            |                       |
| 9                     | Unibet Tietema Rockets ‏       | + 10 د 00 ث           |                       |
| 10                    | كاجا رورال-سيغوروس 2024 ‏      | + 10 د 11 ث           |                       |
|                       |                               |                       |                       |
| مصدر: ProCyclingStats |                               |                       |                       |

## تصانيف فرعية

### تصنيف أفضل عداء
| تصنيف أفضل عداء       | تصنيف أفضل عداء                    | تصنيف أفضل عداء                            | تصنيف أفضل عداء | تصنيف أفضل عداء |
| العداء                | العداء                             | الفريق                                     | النقاط          |                 |
| --------------------- | ---------------------------------- | ------------------------------------------ | --------------- | --------------- |
| 1                     | فينسنت دورن ‏                       | بايك أيد ‏                                  | 16 نقطة         |                 |
| 2                     | Konrad Czabok ‏                     | Mazowsze Serce Polski ‏                     | 10 نقطة         |                 |
| 3                     | جيمس ويلان                         | فريق الدراجات Q36.5 ‏                       | 6 نقطة          |                 |
| 4                     | ناتنايل بيرهانه                    | Istanbul Büyükșehir Belediye Spor Türkiye ‏ | 5 نقطة          |                 |
| 5                     | Feritcan Şamlı ‏                    | فريق سبور توتو للدراجات ‏                   | 5 نقطة          |                 |
| 6                     | Antoine Berlin ‏                    | بايك أيد ‏                                  | 3 نقطة          |                 |
| 7                     | Petros Mengs ‏                      | Istanbul Büyükșehir Belediye Spor Türkiye ‏ | 3 نقطة          |                 |
| 8                     | Paul Wright (New Zealand cyclist) ‏ | Sauerland NRW-SKS Germany ‏                 | 3 نقطة          |                 |
| 9                     | بولندا                             | Mazowsze Serce Polski ‏                     | 3 نقطة          |                 |
| 10                    | Jonathan Rottmann ‏                 | Sauerland NRW-SKS Germany ‏                 | 3 نقطة          |                 |
|                       |                                    |                                            |                 |                 |
| مصدر: ProCyclingStats |                                    |                                            |                 |                 |

## وصلات خارجية
- الموقع الرسمي
- لمحة عن سباق طواف تركيا الرئاسي 2024 على موقع  ProCyclingStats   (برو  سايكلنج  ستاتس) - إحصاءات  محترفي  الدراجات.

- طواف تركيا الرئاسي 2024 على موقع إحصائيات الدراجات الإحترافية (الإنجليزية)